# Pedro Flores Martínez
Pedro Flores Martínez   (Còrdova, 1915 - Coulanges-lès-Nevers, 2001) va ser un militant anarquista molt vinculat a Manresa.

## Biografia
Quan tenia 10 anys, la seva família originària d'Almeria es va establir a Manresa on va començar a treballar al tèxtil i després a la Pirelli.
Anarquista convençut, home d'acció i lluitador antifeixista en el sentit literal de la paraula, Pedro Flores s'afilià a la CNT el 1931, i va crear, el 1934, les Joventuts Llibertàries de Manresa. Va allistar-se voluntari a la Columna Rojo y Negro, després "Tierra y Libertad" a l'inici de la Guerra Civil, i va lluitar als fronts de Madrid, Conca, Terol, Osca i Segre. Va ser comissari de batalló per elecció dels seus companys.
Acabada la guerra va ser internat als camps de refugiats francesos, d'on va fugir, i participà tant en el maquis francès contra les tropes alemanyes en la Segona Guerra Mundial, com en el maquis espanyol contra el franquisme. Visqué exiliat a França on fou secretari de la Federació Local de la CNT d'Oullins i de l'Ateneu Cervantes de Lió. El 1976, ja jubilat, es retirà a Àguilas (Múrcia) on va escriure bona part de les seves obres històrico-literàries. Posteriorment feu petites estades a Manresa i, finalment, va morir a Coulanges-les-Nevers (França) el 25 de desembre de 2001.
La seva preocupació en deixar testimoni escrit d'alguns fets polítics i socials -especialment relacionats amb el moviment obrer- i el seu interès per la història de Manresa el portaren a publicar una biografia de Ramon Vila Capdevila "Caracremada" i les obres Las luchas sociales en el Alto Llobregat y Cardoner, Tipos manresanos i Tipos manresanos II. Però també ha deixat centenars de fulls mecanografiats sobre temes ben diversos, molts d'ells relacionats amb Manresa, i algunes obres literàries. Es pot dir que va estar escrivint gairebé fins al final dels seus dies. Tota aquesta documentació la va anar dipositant progressivament a la biblioteca del Casino de Manresa, on es pot consultar.